# Tobias Volckmer junior
Tobias Volckmer (* 28. Mai 1586 in Salzburg; † 17. August 1659 in München) war Mathematiker, Goldschmied, Kupferstecher und Geodät am herzoglichen Hof in München.

## Leben
Tobias’ Vater, der ebenfalls Tobias hieß, stammte aus Braunschweig und war 1594 als Mathematiker und Goldschmied an den Hof des bayerischen Herzogs Wilhelm V. nach München gekommen. Beim Meister Jakob Melperger machte Tobias jr. von 1602 bis 1606 ebenfalls die Lehre als Goldschmied. Mit seiner väterlichen Ausbildung zum Geometer und Grundleger tritt er ab 1613 mit der Besoldung von 13 Gulden 30 Kreuzer in den Rechnungen des kurbayerischen Hofzahlamtes auf. Am 11. Oktober 1613 wurde er mit 50 Gulden Jahresgehalt in den Hofdienst Wilhelms V. übernommen. 1616 beteiligte er sich mit seinem Vater an vermessungstechnischen Vorbereitungsarbeiten für die geplante Soleleitung von Reichenhall nach Traunstein. Am 9. Oktober 1617 wurde er in die Münchener Goldschmiedezunft aufgenommen. Tage zuvor hatte man seine Vermessunglehre in Augsburg gedruckt. 1618 als Goldschmiedemeister zugelassen, erwarb er auch ein Haus in der Altenhofstraße Nr. 3 (im Graggenauer Viertel, siehe Hausbuch im Stadtarchiv München) und fertigte mit seinem Vater mehrere mathematische Instrumente. Nach dem Tod seines Vaters trat er dessen Nachfolge am Hof an.

## Werk

Stadtplan Münchens von Tobias Volckmer, 1613

Neben der Herstellung mathematischer Instrumente für den Hof ist Tobias Volckmer jr. vor allem dadurch bekannt, dass er 1613 auf der Grundlage eigener Vermessungen den ersten gedruckten Stadtplan Münchens als Kupferstich anfertigte. Dieser Plan stellt detailliert die Häuser, Straßen und Stadtmauern Münchens dar und enthält auch eine Liste der bedeutendsten Gebäude. Auch zahlreiche Szenen aus dem Alltagsleben der Münchner Bürger und des Hofs sind auf dem Plan festgehalten, z. B. Jagd, Kühe hüten, Flößerei, Tuchbleiche usw. Bemerkenswert ist auch die Angabe zur Siedlungsentstehung auf der linken Planseite: „Anno Chx. 972. Als Otto der Erste das Kaiserthumb regiret Wurdt die Stat angefangen und erbauet.“ Den Kartendruck gibt es in den Varianten A, B und C (StAM: Kartensammlung 1807).

## Werke
- Tobias Volckmer: „Tabulae proportionum angulorum geometriae. Das ist, Etliche Tafeln, daraus man leicht allerley Messereyen, es beschehe in die Höhe, Tieffe, Weite und Breite abmessen kan. Getruckt bey D. Francken, Augsburg, 1617“. [Vermessungslehre]